# Atentat
Atentát je vsakršno načrtovano dejanje, katerega končni cilj je usmrtitev/umor vidnejšega oz. pomembnega predstavnika neke skupine, države,... v javnosti/skrito. S tem nasilnim dejanjem tako odstranijo osebo, ki jo smatrajo za najbolj nevarno oz. ki dela najbolj proti njim. Obenem ima atentat na pomembno osebnost tudi zastraševalen vpliv na širšo javnost. Ljudje se počutijo ogrožene, saj vidijo, da je tudi dobro varovanje pomembne osebe ranljivo in jim je jasno, da popolne zaščite ni. Motiv za atentat je ponavadi povezan z politiko ali maščevanjem. 
Oseba, ki izvede atentat, je atentator.

## Delitev

### po vzroku
- politični atentati
- verski atentati
- vojaški atentati
- gospodarski atentati
- drugi atentati

### po načinu izvedbe
- prikrito
- odkrito

Atentat v javnosti se uporablja, da atentator doseže pozornost medijev; tak način pa ima tudi največji psihološki (zastraševalni) vpliv na javnost.
Prikrita oblika atentatov se bolj uporablja pri t. i. črnih operacijah in gre v glavnem za tiho odstranitev pomembnih vojaških osebnosti ali glavnih ljudi kriminalnih 
združb (npr. mamilarskih kartelov).

### po uporabljenih sredstvih
- ostrostrelske puške
- bojni strupi
- pridušeno orožje
- eksplozivna sredstva
- drugo